# Kirchspiel Horstmar
Kirchspiel Horstmar war bis 1938 eine Gemeinde im Kreis Steinfurt in der damaligen Provinz Westfalen. Ihr Gebiet gehört heute zur Stadt Horstmar im Kreis Steinfurt in Nordrhein-Westfalen. Die Gemeinde war eine der im Münsterland mehrfach vorkommenden „Kirchspielgemeinden“, die das bäuerliche Umland eines städtischen Kirchorts umfassten.

## Geografie

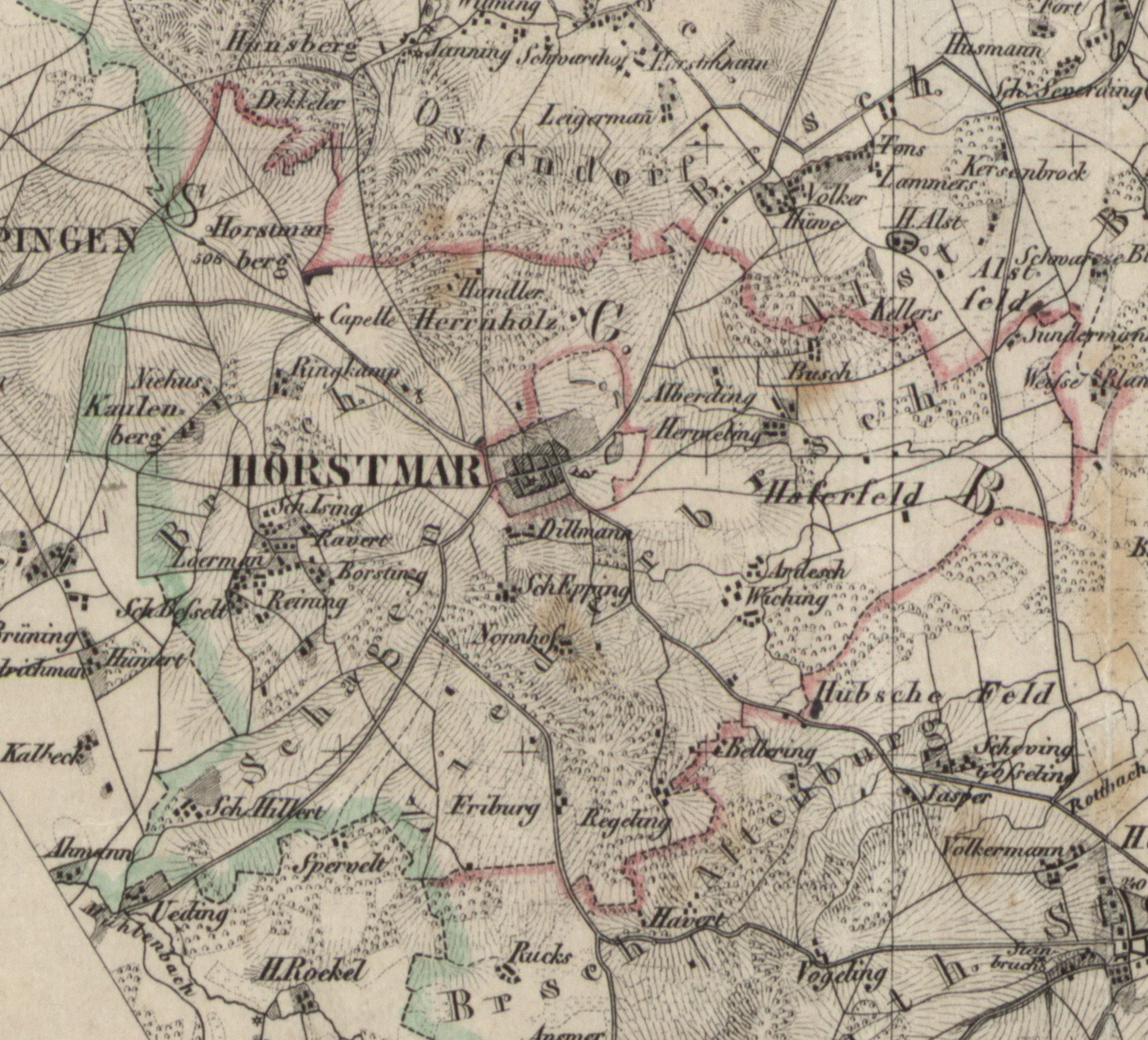
Stadt und Kirchspiel Horstmar mit den zugehörigen Bauerschaften im 19. Jahrhundert

Die Gemeinde Kirchspiel Horstmar umschloss die Stadt Horstmar und besaß eine Fläche von 17 km². Sie bestand aus den Bauerschaften Niedern und Schagern.

## Geschichte
Das Gebiet der Gemeinde gehörte nach der Napoleonischen Zeit zunächst zur Bürgermeisterei Horstmar im 1816 gegründeten Kreis Steinfurt. Mit der Einführung der Westfälischen Landgemeindeordnung wurde 1844 aus der Bürgermeisterei Horstmar das Amt Horstmar, zu dem die seinerzeit die Stadt Horstmar sowie die Landgemeinden Kirchspiel Horstmar und Leer gehörten. Am 1. Oktober 1938 wurde die Gemeinde Kirchspiel Horstmar in die Stadt Horstmar eingemeindet.

## Einwohnerentwicklung
| Jahr | Einwohner | Quelle |
| ---- | --------- | ------ |
| 1832 | 428       | [ 3 ]  |
| 1858 | 452       | [ 4 ]  |
| 1885 | 444       | [ 5 ]  |
| 1910 | 487       | [ 6 ]  |
| 1933 | 639       | [ 1 ]  |